# Bocquetia rosea
Bocquetia rosea is een krabbezakjessoort uit de familie van de Chthamalophilidae. De wetenschappelijke naam van de soort is voor het eerst geldig gepubliceerd in 1987 door Pawlik.